# Herman Van Breda
Herman Leo Van Breda, nato Leo Marie Karel Van Breda (Lier, 28 febbraio 1911 – Lovanio, 4 marzo 1974), è stato un filosofo belga.
Padre francescano, è ricordato per essere stato il fondatore degli Archivi Husserl di Lovanio.

## Biografia
Van Breda nacque e crebbe a Lier, nella provincia di Anversa. Nato come Leo Marie Karel, ricevette il nome Herman al momento di prendere l'abito francescano. Ordinato sacerdote nel 1934, proseguì gli studi in filosofia presso l'Università Cattolica di Lovanio, dove difese la propria tesi di dottorato nel 1941. È il fondatore degli Archivi Husserl di Lovanio (Husserl -Archief te Leuven), che diresse fino alla sua morte.

## Il salvataggio dei manoscritti di Husserl
Van Breda si recò a Friburgo in Brisgovia nel 1938, dove incontrò Malvine Husserl, vedova del filosofo tedesco Edmund Husserl, da poco scomparso. In tale occasione egli scoprì l'immensa eredità intellettuale lasciata da Husserl, composta da quasi 40.000 pagine stenografate, cui si aggiungevano le 10.000 pagine già trascritte durante la vita del filosofo dai suoi assistenti.
Van Breda convinse quindi Malvine Husserl a mettere al sicuro questi manoscritti presso l'Istituto di Filosofia dell'Università Cattolica di Lovanio. Ricevette il sostegno della direzione di tale ente e delle autorità belghe (in particolare del primo ministro Paul-Henri Spaak). Dopo il trasferimento da Friburgo a Berlino, l'ambasciata del Belgio in Germania fece transitare i manoscritti attraverso la valigia diplomatica. Anche i 2.700 volumi della biblioteca personale di Husserl vennero trasferiti a Lovanio, città in cui la stessa Malvine Husserl vi si rifugiò con l'aiuto di Van Breda.

## La fondazione degli Archivi Husserl
Gli Archivi Husserl vennero fondati nel 1938 grazie al finanziamento della Fondation Francqui. Gli ultimi due assistenti di Husserl, Eugen Fink e Ludwig Landgrebe, si stabilirono a Lovanio per la trascrizione dei manoscritti, ma il loro lavoro si interruppe con lo scoppio della seconda guerra mondiale e l'invasione tedesca: Fink e Landgrebe furono costretti ad andarsene, mentre Stephan Strasser proseguì di nascosto la trascrizione dei manoscritti a partire dal 1942 (ebreo, si nascose alle persecuzioni naziste con l'aiuto di Van Breda).
I manoscritti si sparsero in diverse città del Belgio, ma al termine del conflitto furono definitivamente ricondotti a Lovanio. Van Breda assunse Stephan Strasser, Walter Biemel e sua moglie Marly Biemel per continuare l'opera di trascrizione dei manoscritti, finalizzata a una loro pubblicazione.
Nel 1950 i primi due volumi della serie Gesammelte Werke dell'Husserliana (Cartesianische Meditationen und Pariser Vorträge, a cura di Stephan Strasser, e Die Idee der Phänomenologie. Fünf Vorlesungen, a cura di Walter Biemel) furono pubblicati dalla casa editrice Nijhoff dell'Aia, nei Paesi Bassi. Nel 1956 Van Breda inaugurò la collana Phaenomenologica, affidata a Jacques Taminiaux, il cui primo volume apparve nel 1958 (Wahrheit, Welt. Vor-Fragen zum Problem des Phänomen-Begriffs di Eugen Fink). Sotto la direzione di Van Breda, l'Archivio di Lovanio organizzò anche importanti convegni e seminari di filosofia, divenendo negli anni un centro di ricerca di fama internazionale. Vennero create filiali a Friburgo in Brisgovia (1950), Colonia (1951), Parigi (1957), New York (1966) e Louvain-la-Neuve (1973, in seguito al caso Lovano e alla scissione tra Università Cattolica di Lovanio e Katholieke Universiteit Leuven).

## Morte ed eredità
Padre Van Breda morì nel 1974 all'età di 63 anni e gli succedette Samuel IJsseling alla direzione degli Archivi Husserl. Le attività del centro di ricerca proseguono tuttora: oltre ai quarantun volumi ad oggi pubblicati delle opere complete di Husserl, nel 1977 è stata inaugurata la collana Dokumente dell'Husserliana (il primo volume fu Husserl-Chronik. Denk-und Lebensweg Edmund Husserls, a cura di Karl Schuhmann), seguita nel 2001 da Materialien. A partire dal 1980 gli Archivi sovrintendono anche alla traduzione in inglese delle opere di Husserl (Collected Works).